# Rodrigo Moita de Deus
Rodrigo Manuel Botelho Moniz Moita de Deus (Lisboa, 21 de novembro de 1977)  é um empresário, comentador e escritor português.

## Carreira
Moita de Deus tem dedicado a sua carreira à comunicação. Formado em marketing, iniciou a sua carreira como jornalista, tendo trabalhado nos semanários Euronotícias e O Semanário. Integrou mais tarde a equipa que estabeleceu a Fundação Champalimaud, uma instituição de renome dedicada à investigação médica sobre o cancro. 
Em 2006, foi um dos fundadores do blogue 31 da Armada, um dos blogues políticos mais influentes de Portugal. Defensor da causa monárquica, Moita de Deus foi detido e constituído arguido no âmbito de uma das ações mais conhecidas do blogue, quando em 2009, juntamente com outros elementos do 31 da Armada, hasteou a bandeira do último período da monarquia em Portugal nos Paços do Concelho da Câmara Municipal de Lisboa. Em 2011, também foi o mentor da ação realizada no âmbito da campanha eleitoral desse ano, em que o “Vader do Fraque”, uma personagem ficcional inspirada em Darth Vader, seguia o então primeiro-ministro de Portugal, José Sócrates, apresentando-lhe uma fatura para cobrar os 83 mil milhões de euros de dívida pública acumulada pelo seu governo. Estas não foram as únicas incursões que fez pela comunicação política, tendo realizado inúmeras campanhas em Portugal, mas também em Cabo Verde.
Em 2008 fundou a agência de comunicação e narrativa Nextpower StorySellers, que dirigiu até 2019.
Em 2016, também foi um dos criadores do NewsMuseum, um museu dedicado às notícias, aos média e à comunicação localizado em Sintra, Portugal. Sob a sua direção, o Newsmuseum foi distinguido com vários prémios nas áreas do design e da criatividade, tendo em 2017 sido nomeado para o Prémio Museu Europeu do Ano.
Moita de Deus é comentador na televisão portuguesa, tendo já sido comentador nas Noites Marcianas, na SIC, Combate de Blogs, na TVI24, e mais recentemente no 5 para a Meia Noite, na RTP1. Foi também um dos quatro comentadores residentes d'O Último Apaga a Luz, programa emitido pela RTP3 entre 2015 e 2024.
Tem sido orador em várias conferências em países de língua portuguesa, particularmente em Portugal, Angola e Cabo Verde. Foi orador sobre temas relacionados com comunicação em várias conferências TED-x, TEDx RSM Rotterdam, TEDxCoimbra, TEDxCascais. Falou também nas Conferências do Estoril, no Future Leaders European e no Fórum Global “Communication on Top”, do Fórum de Davos, na Suíça.
Moita de Deus publicou o seu primeiro livro aos 23 anos, Será que as mulheres ainda acreditam em príncipes encantados? um grande sucesso que integrou o Plano Nacional de Leitura português. Aos 25 anos publicou O Vigarista: o homem do ano, um romance que antecipava, em 2003, complexas ligações entre negócios e política no início dos anos 2000. Foi coautor de diversas obras, nomeadamente em 2005 de O acidental; em 2006, em Frases para ter em carteira; em 2015, foi coautor do Novo Dicionário da Comunicação, uma edição enciclopédica sobre os vocábulos profissionais do sistema mediático.
Em março de 2021, Moita de Deus era director executivo da Associação Portuguesa de Centros Comerciais (APCC).
Em 2022, publicou o livro Pax English - A nossa Tribo.

## Obras publicadas
- Será que as mulheres ainda acreditam em príncipes encantados?,Lisboa, Bertrand Editores, 2001
- O Vigarista: o homem do ano, Lisboa, Bertrand Editores, 2002
- O Acidental, Lisboa, Hugin, 2005
- Frases para ter em carteira, editora Livramento, 2006
- Novo Dicionário da Comunicação, Chiado Editora, 2015
- Pax English - A nossa Tribo, D.Quixote. 2022